# ساموراي: طريق المحارب
ساموراي: طريق المحارب (بالإنجليزية: Samurai:way of the warrior)‏
هي لعبة أكشن-مغامرات أطلقتها شركة ماد فينجر لنظام آي أو أس  في 31/8/2009. تعدّ الإصدار الأول من سلسلة ساموراي تبعتها
لعبة ساموراي 2.